# José Luis Morales Gallego
José Luis Morales Gallego (San Juan del Puerto, 23 de julio de 1754-Sevilla, 6 de febrero de 1818) fue un político, abogado y fiscal español que sirvió como tercer presidente del Congreso de los Diputados entre noviembre y diciembre de 1810.
Fue uno de los firmantes de la Constitución de 1812 y, durante su estancia en Cádiz, se alojó en el Convento de San Francisco.

## Biografía
Morales nació en el municipio de San Juan del Puerto, Huelva en 1754. Era hijo de Juan Morales de Mora y de Nicolasa Gertrudis Gallego. Se casó con Juana María del Amparo Silva y Abreu, con quien tuvo tres hijos: Juan Bautista, María Soledad y María de los Reyes.
Fue síndico personero entre 1806 y 1808. En 1810 fue elegido diputado a Cortes representando a la Junta Superior de Observación y Defensa de Sevilla. Fue elegido el día 3 de agosto de 1810 en la ciudad de Ayamonte, pues Sevilla se hallaba ocupada por los franceses.
Tres meses después del inicio de las sesiones de las Cortes, Morales fue elegido como el tercer presidente de las mismas con 66 votos favor, estando en el cargo durante el mes correspondiente, hasta diciembre.
Fue un diputado muy activo, formando parte de las doce comisiones de las Cortes, y destacó por su transformación ideológica, comenzando como un diputado conservador pero que con el tiempo se acercó a los postulados liberales. Perteneció a la comisión encargada de la distribución provincial del Reino y estuvo a favor de la soberanía nacional. No era partidario de la libertad de imprenta debido a sus convicciones religiosas aunque estuvo a favor de la inviolabilidad de la correspondencia. Igualmente, no era favorable a la Monarquía constitucional, pues no era partidario de privar al Rey de la potestad de dictar las leyes junto con las Cortes. En el debate sobre el poder judicial abogó por la unidad de jurisdicción y una de las principales voces en contrario a los señoríos. En el debate sobre los mandos militares, llegó a proponer que para mandar un ejército no fuera preciso ser general.
A raíz de la muerte de su hijo en 1813, las Cortes le concedieron licencia para ausentarse de éstas, abandonando su posición como diputado en septiembre de ese año.